# St. Jakobus der Ältere (Struth)

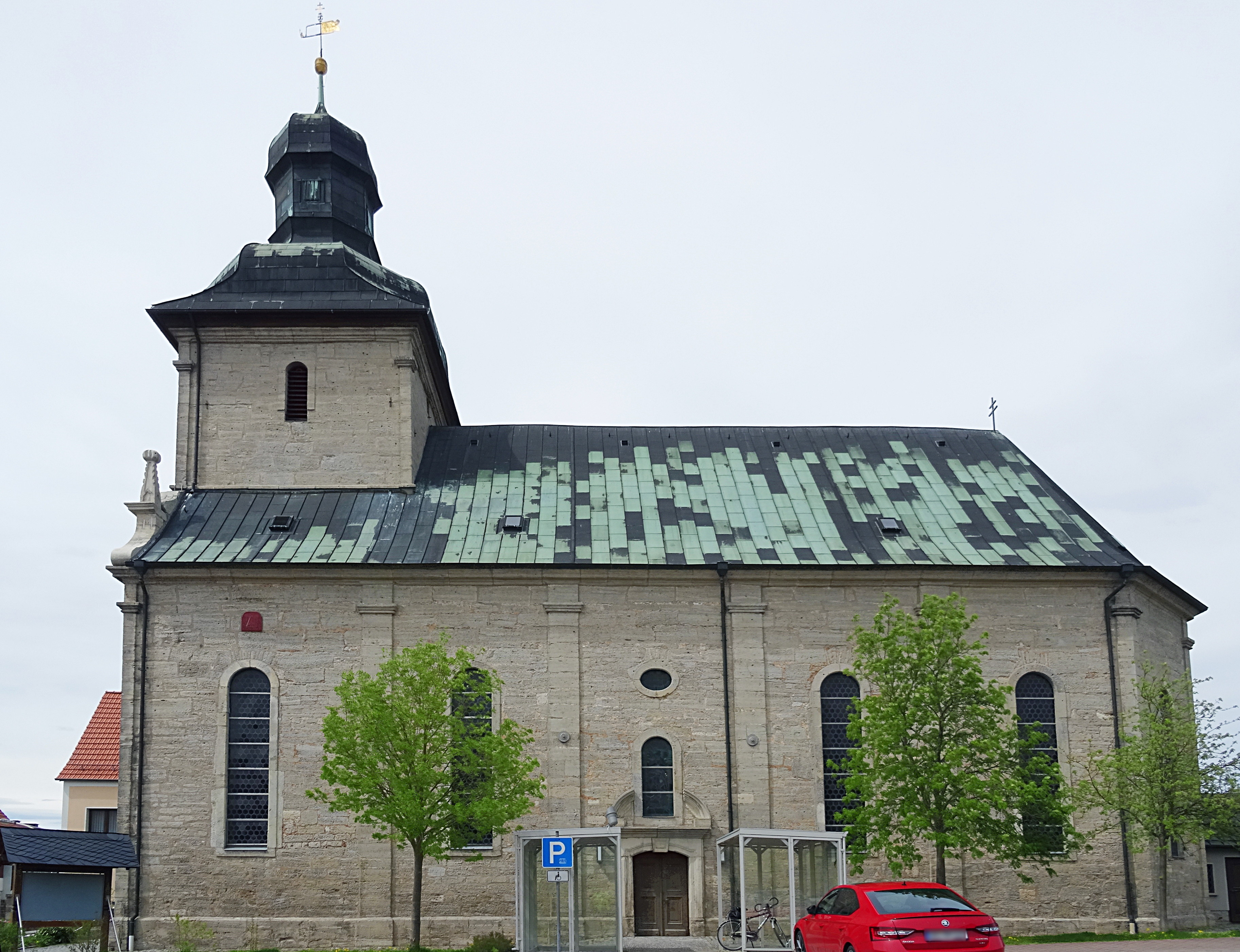
St. Jakobus der Ältere

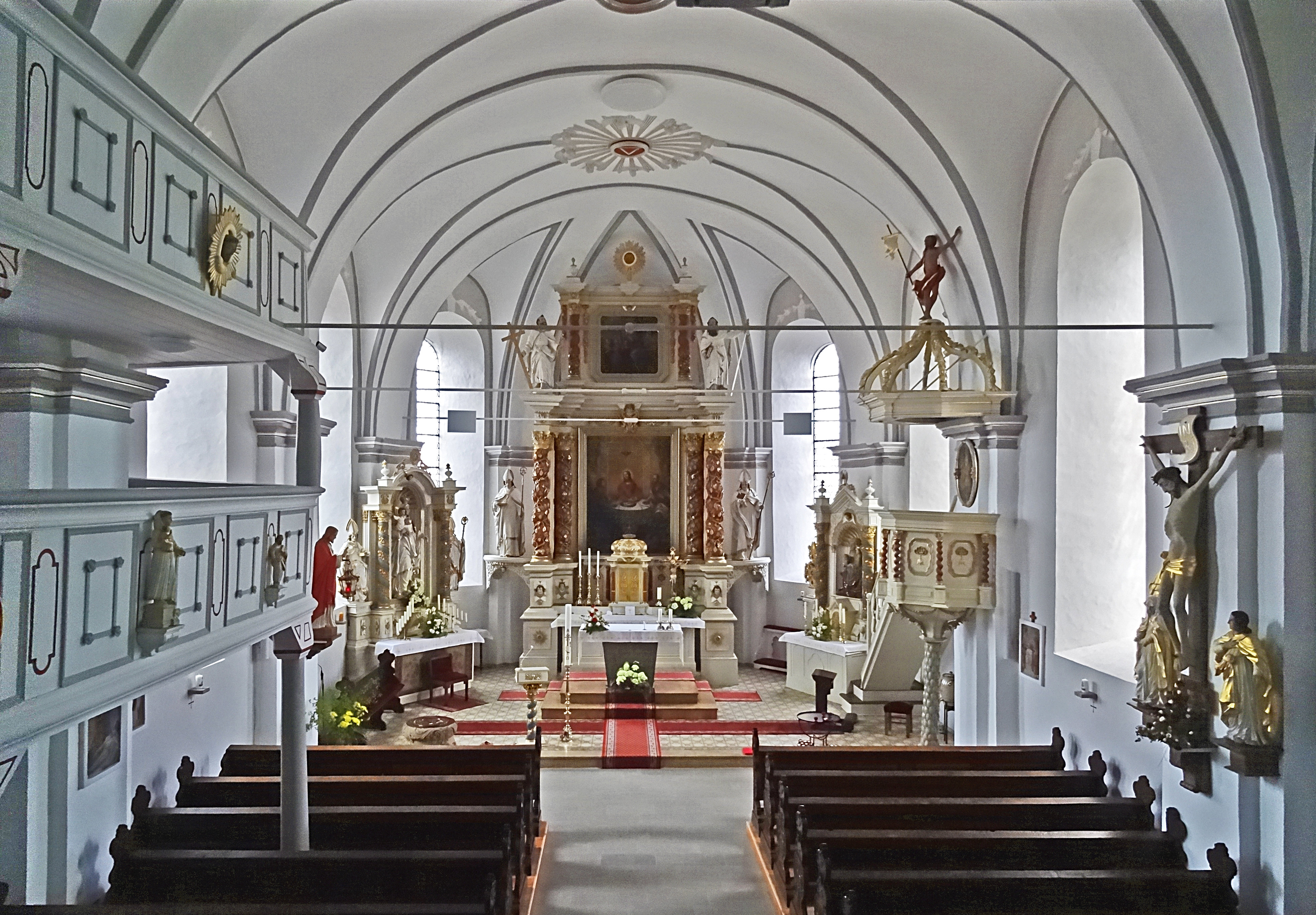
Blick zum Chor

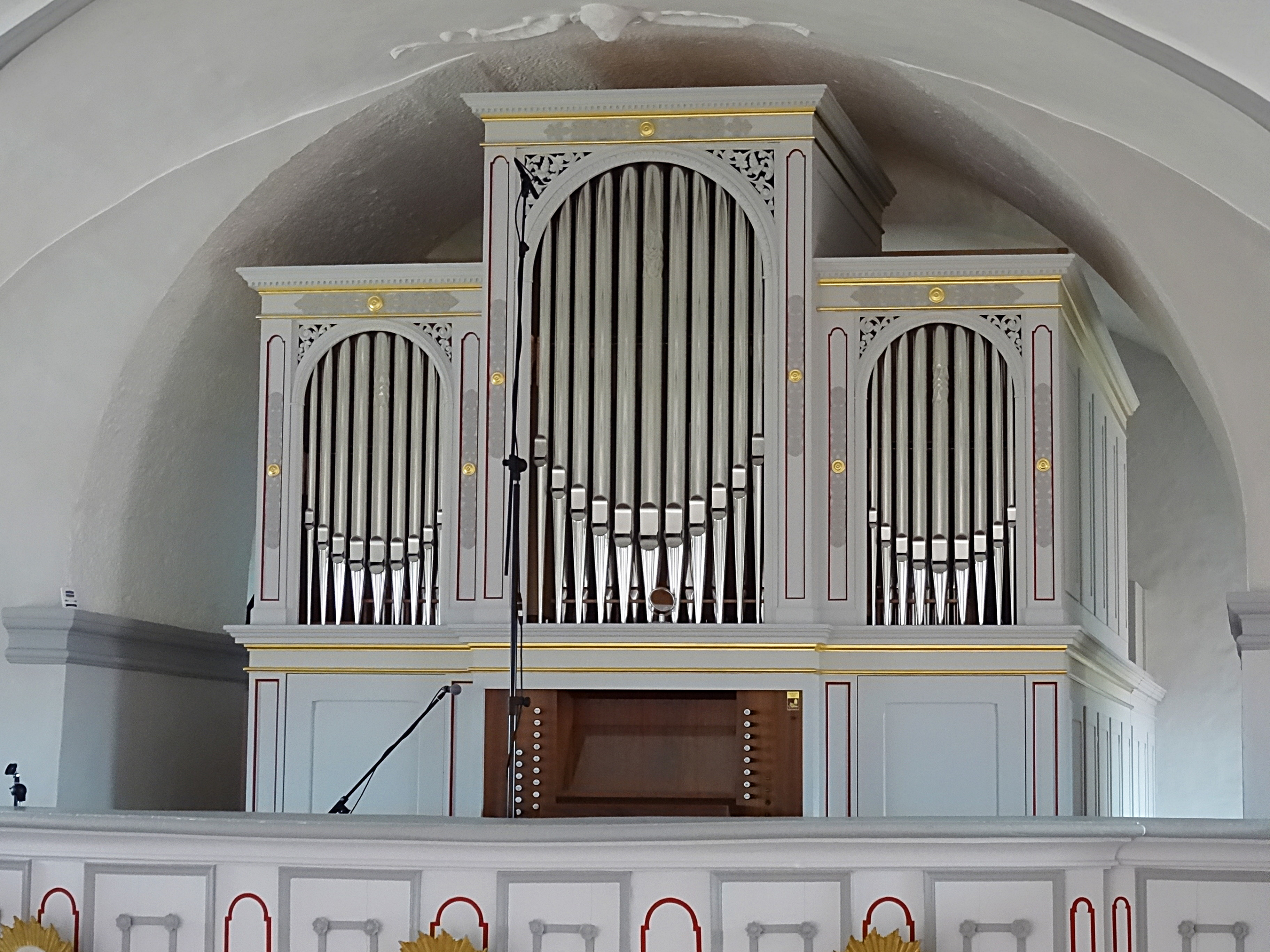
Neue Hey-Orgel

Die römisch-katholische Filialkirche St. Jakobus der Ältere steht in Struth, einem Ortsteil der Stadt und Landgemeinde Dingelstädt im thüringischen Landkreis Eichsfeld. Sie ist Filialkirche der Pfarrei St. Anna Lengenfeld unterm Stein, mit der Pfarrkirche St. Mariä Geburt, im Dekanat Dingelstädt des Bistums Erfurt. Sie trägt das Patrozinium des heiligen Jakobus der Ältere.

## Geschichte
Die Saalkirche wurde 1792–1795 aus Werksteinen errichtet und 1893 erweitert. Der eingezogene Chor im Nordosten hat einen dreiseitigen Abschluss. Die Sakristei wurde 1990 an den Chor angebaut. Aus dem Kirchenschiff erhebt sich im Südwesten der Dachturm, auf dem eine geschweifte Haube sitzt, deren Laterne mit einer Turmkugel und einer Windfahne mit einem Patriarchenkreuz und der Jahreszahl 1795 bekrönt ist. Die zur Straße giebelständige mit einem Schweifgiebel ausgebildete Fassade des Dachturms hat dort das Portal.
Das Kirchenschiff hat zweigeschossige Emporen und ist mit einem Tonnengewölbe überspannt, bei dem ein Kreuzrippengewölbe aufstuckiert ist. 

## Ausstattung
Der Hochaltar stammt aus Kloster Gerode. Er hat gewundene Säulen. Auf seinem Altarretabel, das von Figuren der Heiligen Martin und Bonifatius flankiert wird, ist das Abendmahl Jesu dargestellt. Der Marienaltar von 1698 zeigt neben der Madonna den heiligen Blasius und den heiligen Nikolaus. Der Annenaltar aus dem 18. Jahrhundert zeigt Anna selbdritt.
Der Korb der Kanzel ruht auf einer Palme. Der Schalldeckel wird von Salvator mundi bekrönt. Ein von Putten getragenes steinernes Taufbecken stammt aus der 1. Hälfte des 18. Jahrhunderts. Ein Stuhl einer Äbtissin vom Ende des 18. Jahrhunderts stammt aus dem Kloster Zella. 

## Orgel
2017 wurde eine neue Orgel mit 18 Registern, sowie vier Nebenregistern und Spielhilfe verteilt auf 2 Manuale und Pedal von Hey Orgelbau geschaffen. Das neue Werk entstand hinter der historischen Orgelfront von Orgelbau Breitbart aus Mühlhausen (1885).